# Årsholmen (Øygarden)
Ne doit pas être confondu avec Årsholmen.
Årsholmen est une île norvégienne dans le landskap Sunnhordland du comté de Vestland. Elle appartient administrativement à Øygarden.

## Géographie
Rocheuse et désertique, elle s'étend sur environ 192 m de longueur pour une largeur approximative de 93 m. 